# كالدر فالي (دائرة انتخابية في المملكة المتحدة)
كالدر فالي (بالإنجليزية: Calder Valley)‏ هي إحدى الدوائر الانتخابية في المملكة المتحدة الممثلة في مجلس العموم في برلمان المملكة المتحدة.
عضو البرلمان الذي يمثلها حالياً هو :Chris McCafferty (Lab).